# Remee

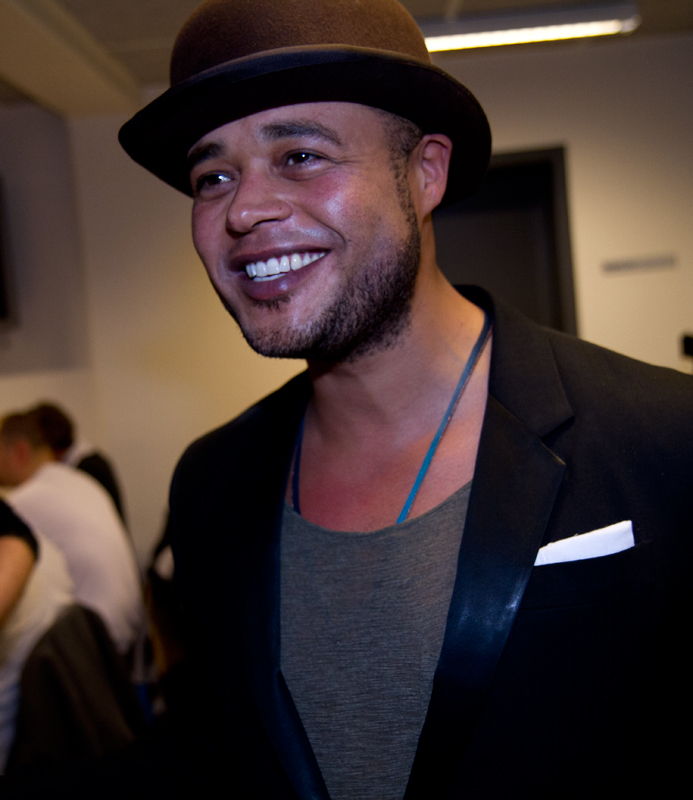
Remee (2012)

Remee, eigentlich Mikkel Johan Eemer Sigvardt (* 8. November 1974 in Frederiksberg, Dänemark) ist ein Musiker, Songschreiber und Musikproduzent aus Dänemark. Als seine größten Erfolge gelten die von ihm produzierten Popsongs „Superstar“ von Jamelia und Hot Summer von der deutschen Gruppe Monrose. Hot Summer schaffte es auf Platz 1 der deutschen, österreichischen und Schweizer Charts.
Seine Genrevielfalt geht von Pop über R&B, Trip-Hop bis zu Hip-Hop. Sein neuestes Werk ist der Song Real Man, den er für die englische Band Lexington Bridge geschrieben hat. Aus dem Song ist letztendlich eine Zusammenarbeit mit dem amerikanischen Gangsterrapper Snoop Dogg entstanden. Außerdem war im Jahr 2007 bei über 20 amerikanischen Blockbustern ein von Remee produzierter Songs zu hören. Auch die Titelmelodie zu Ice Age 2 stammt von Remee. Zusätzlich schrieb Remee den Song Hvor små vi er für die dänische Tsunamihilfe. Der Song bekam in Dänemark 13-mal Platin. Das damit eingenommene Geld (500.000 Dollar) wurde für die Opfer der Naturkatastrophe verwendet.
Für die deutsche Vorentscheidung zum Eurovision Song Contest 2008 war er Koautor des Songs Disappear der Girlgroup No Angels sowie Produzent und Koautor von Forever or Never, interpretiert durch die Gruppe Cinema Bizarre. Bei der dänischen Vorentscheidung für den Eurovision Song Contest 2012 schrieb er gemeinsam mit Chief 1 und Isam B. den Song Should've Known Better, der von der Sängerin Soluna Samay interpretiert wurde. Samay gewann den Vorentscheid und vertrat Dänemark beim ESC im aserbaidschanischen Baku. Sie belegte im Finale Platz 23 und bekam insgesamt 21 Punkte.